# Massaker bei Bingöl 1993

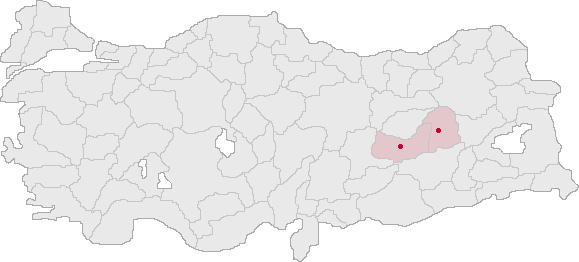
Lage

Das Massaker bei Bingöl ereignete sich am 24. Mai 1993 westlich der Stadt Bingöl in Ostanatolien, Türkei. PKK-Kräfte erschossen 33 unbewaffnete Soldaten, welche an einer Straßensperre aus ihren Bussen geholt worden waren. Das Massaker führte zum Bruch des von der PKK ausgerufenen Waffenstillstandes und zu einer Verschärfung des Konflikts.

## Vorgeschichte
Am 17. März 1993 verkündete PKK-Gründer Abdullah Öcalan für den Zeitraum zwischen dem 20. März und dem 15. April einen einseitigen Waffenstillstand und rief alle Kurden in der Türkei dazu auf, das Nouruz-Fest friedvoll zu verbringen. Öcalan erhoffte sich von dieser Geste eine Verhandlungsbereitschaft der türkischen Regierung über eine politische Lösung des bewaffneten Konflikts. Am 20. März gaben auch einige von Öcalans Rivalen der türkisch-kurdischen und irakisch-kurdischen Bewegungen eine Erklärung ab, eine friedliche Regelung des Konflikts zu unterstützen. Am 16. April, nur einen Tag nach dem Auslaufen des einseitigen Waffenstillstandes, verlängerte Öcalan diesen auf unbestimmte Zeit und beendete den Waffenstillstand am 8. Juni 1993.

## Massaker
Das Massaker ereignete sich, nachdem bewaffnete Kräfte der PKK die Straße zwischen den Städten Elazığ und Bingöl blockiert sowie mehrere Fahrzeuge gestoppt hatten. Unter den Fahrzeugen befanden sich auch zwei zivile Busse mit Armeeangehörigen, welche ihre Grundausbildung abgeschlossen hatten und zu ihren Einheiten verbracht werden sollten. Sie trugen Zivilkleidung und waren unbewaffnet.
Zahlreiche der Personen wurden von den Bewaffneten verschleppt und etwa zweieinhalb Kilometer vom Anhalteort entfernt niedergeschossen. Innenminister İsmet Sezgin bestätigte später den Tod von 33 Soldaten und zwei Zivilisten. 30 der Soldaten waren aus dem Jahrgang 1972/73. Laut Ünal Erkan, dem Gouverneur der Region im Ausnahmezustand, sollen etwa 150 Rebellen an dem Massaker beteiligt gewesen sein. Die türkische Armee startete nach Bekanntwerden der Vorfälle eine Such- und Befreiungsaktion, bei der auch Kampfflugzeuge und Kampfhubschrauber zum Einsatz kamen. Dabei konnten weitere Gefangene aus den Händen der Bewaffneten befreit werden.

## Auswirkungen
Der kommissarische Ministerpräsident Erdal İnönü nannte das Massaker das wahre, blutige Gesicht der PKK und sah sich in Behauptungen bestätigt, die PKK würde sich niemals an einen Waffenstillstand halten. Präsident Süleyman Demirel sprach von einem Rückschlag für den Versuch, dem Südosten der Türkei Frieden zu bringen.
Die türkische Regierung reagierte auf das Massaker mit einem verstärkten Militäreinsatz gegen die PKK, welche im Gegenzug am 8. Juni eine Rückkehr zur Gewalt verkündete. Infolge der Auseinandersetzungen kam es zu einer Abwanderung von Kurden in die Zentral- und Westtürkei. Die Armee baute zudem Feldlager für kurdische Einwohner, deren Ortschaften oder Städte durch die gesteigerten Kampfhandlungen unbewohnbar wurden. Die prokurdische Partei HEP wurde im August vom Verfassungsgericht für illegal erklärt und aufgelöst, nachdem sich die Partei für eine Beendigung der türkischen Anti-Terrormaßnahmen eingesetzt und Abgeordnete sich positiv über die PKK geäußert hatten.
2012 hielt die Menschenrechtskommission des türkischen Parlaments eine Sitzung zu dem Massaker von 1993 ab, bei der auch Überlebende zu Wort kamen.
Das Massaker hinterließ viele offene Fragen und gab Raum für Verschwörungstheorien. Kritiker der Regierung und auch einige der Überlebenden glauben, man habe die Soldaten absichtlich dem Hinterhalt ausgeliefert, um den Friedensprozess mit den Kurden zu unterminieren. Anders könne man sich nicht den Transport unbewaffneter Soldaten ohne Geleitschutz durch von der PKK beherrschtes Gebiet erklären. Andererseits handelte es sich um einen unauffälligen Transport in Zivilbussen während eines von der PKK erklärten Waffenstillstandes.
Die PKK selbst bekannte sich nie offiziell zu dem Massaker. PKK-Gründer Abdullah Öcalan sprach von der Tat einer abtrünnigen Einheit, welche nicht seiner Befehlsgewalt unterstanden hätte. Die Einheit wurde von Şemdin Sakık geführt, der 1998 im Nordirak von türkischen Truppen gefasst und später zu lebenslanger Haft verurteilt wurde.